# Letzte Worte (Kurzfilm)
Letzte Worte ist ein Kurzfilm in schwarz-weiß des deutschen Regisseurs Werner Herzog aus dem Jahr 1968 in neugriechischer Sprache.

## Handlung
Letzte Worte erzählt die Geschichte eines Mannes als letztem Bewohner der griechischen Insel Spinalonga. Zwischen 1903 und 1957 war Spinalonga offizielle Leprakolonie des griechischen Staates und ist mittlerweile unbewohnt. Da er nicht aus freiem Willen zum Verlassen bereit war, wurde er zwangsumgesiedelt. Auf Kreta findet er ein neues Zuhause, weigert sich jedoch zu reden. „Ich rede nicht, das ist mein letztes Wort.“ Stattdessen spielt er nachts in den Kafenia die Kretische Lyra und wiederholt ständig, dass er sich weigert zu sprechen, kein einziges Wort zu sagen.
Während die Bewohner Gerüchte und Realitäten über die Vergangenheit und Gegenwart so oft wiederholen, bis sie keine Bedeutung mehr haben, erklärt der Mann von der Insel in seiner zugewiesenen Sprechrolle wieder und wieder, dass er sich weigere zu sprechen, und sei es nur ein einziges Wort. Die eigenwillige Erzählweise von „Letzte Worte“ lässt die meisten Darsteller ihren Text mehrmals ohne Unterbrechung wiederholen.

## Hintergrund
Der Kurzfilm „Letzte Worte“ wurde 1968 auf der griechischen Insel Spinalonga und gegenüber in Elounda auf Kreta während der Dreharbeiten zu Werner Herzogs erstem Spielfilm Lebenszeichen innerhalb von zwei Tagen – nach Herzogs eigenen Aussagen vorwiegend Nächten – gedreht und an einem Tag geschnitten. Dabei handelt es sich um einen Spielfilm, der aufgrund seiner Erzählweise den Eindruck einer Dokumentation vermitteln möchte. Die Idee zu „Letzte Worte“ kam Herzog, als er vom letzten Bewohner Spinalongas hörte, der sich weigert zu sprechen.

## Auszeichnungen
Bei den Westdeutschen Kurzfilmtagen 1968 wurde der Film Letzte Worte uraufgeführt und mit dem Hauptpreis in der Kategorie Kurzspielfilm ausgezeichnet.